# Matiti II
Matiti II is een bestuurslaag in het regentschap Humbang Hasundutan van de provincie Noord-Sumatra, Indonesië. Matiti II telt 1574 inwoners (volkstelling 2010).